# Ceratopogon denticulatus
Ceratopogon denticulatus är en tvåvingeart som beskrevs av Art Borkent och Eileen D. Grogan 1995. Ceratopogon denticulatus ingår i släktet Ceratopogon och familjen svidknott. Inga underarter finns listade i Catalogue of Life.